# Meristomerinx tabaniformis
Meristomerinx tabaniformis är en tvåvingeart som först beskrevs av Lindner 1952.  Meristomerinx tabaniformis ingår i släktet Meristomerinx och familjen vapenflugor. Inga underarter finns listade i Catalogue of Life.